# Mithridates IV
Mithridates IV (Perzisch: Mehrdad) was koning over een deel van het Parthische Rijk van 129 tot 140.
Hij regeerde slechts over een deel van Parthië. Uit Mithridates' munten blijkt dat in ieder geval Ekbatana tot zijn machtsgebied behoorde. Het grootste deel van het Parthische rijk was in handen van Vologases III. Mogelijk was Mithridates de opvolger van Osroes I, maar omdat er ook munten van Mithridates bekend zijn uit het oosten van Parthië, waar Vologases heerste, is ook wel voorgesteld dat hij een vazalkoning van Vologases was (ook een aantal van Vologases' munten is geslagen in Ekabatana).
Rond de tijd dat Mithridates stierf stond in Parthië nog een andere troonpretendent op. Evenals Mithridates liet hij zijn munten slaan in Ekbatana, zodat het mogelijk om Mithridates' opvolger gaat. Deze heeft echter niet lang geregeerd, waarna Vologases III heel het Parthische rijk in handen kreeg.
Na de dood van Vologases III volgde Mithridates' zoon Vologases IV hem op.

## Antieke bronnen
- Johannes Malalas, Chronographia